# Zegujani
Zegujani – wieś w Rumunii, w okręgu Mehedinți, w gminie Florești. W 2011 roku liczyła 604 mieszkańców.